# Miguel Ydígoras
José Miguel Ramón Ydígoras Fuentes  (Retalhuleu, 17 oktober 1895 - Guatemala-Stad, oktober 1982) was een Guatemalteeks politicus en militair. Hij was president van Guatemala van 1958 tot 1963.

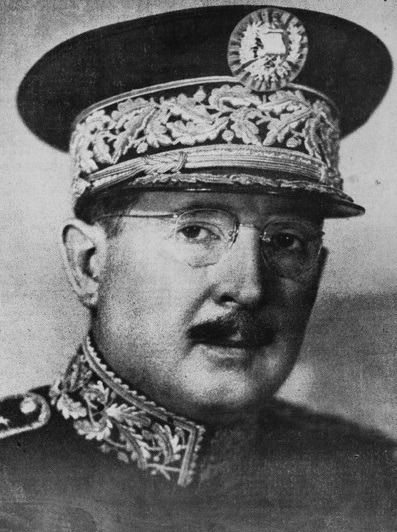
Miguel Ydígoras in 1950

Ydígoras was afgestudeerd als ingenieur en was onder Jorge Ubico (1931-1944) gouverneur van het departement San Marcos en directeur van het wegennetwerk. Na de val van Ubico was hij militair attaché in ambassades in Washington D.C. en Parijs en vervolgens ambassadeur in Colombia. In 1950 nam hij deel aan de presidentsverkiezingen, maar werd verslagen door Jacobo Arbenz. In 1954 steunde hij Operatie PBSUCCESS waarbij Arbenz uit het zadel werd gestoten en Carlos Castillo Armas als militair dictator werd geïnstalleerd.
Na de moord op Castillo Armas in 1957 werden verkiezingen georganiseerd, waaraan Ydígoras deelnam als kandidaat van zijn Verlossingspartij (PR). Ydígoras verloor de verkiezingen, maar beweerde dat er fraude in het spel was en na relletjes, georganiseerd door zijn aanhangers, werd de uitslag ongeldig verklaard. In de nieuwe verkiezingen kwam hij wel als winnaar uit de bus, mede dankzij de steun van het leger.
In 1958 en 1959 kwam Guatemala bijna in oorlog met Mexico nadat Ydígoras de luchtmacht de opdracht had gegeven Mexicaanse vissersboten die in Guatemalteekse wateren visten te beschieten, een actie waarbij meerdere doden vielen. Aanleiding was een al langer sluimerend conflict over de zeegrens tussen de landen. Ydígoras daagde de Mexicaanse president Adolfo López Mateos uit tot een duel op de grens tussen beide landen om het conflict te beslechten, maar deze weigerde. Ook met het Verenigd Koninkrijk lag Ydígoras' regering voortdurend overhoop, naar aanleiding de Guatemalteekse claims op Brits-Honduras.
Ydígoras' dictatuur viel samen met de machtsovername van Fidel Castro in Cuba, waarop Ydígoras de diplomatieke betrekkingen met Cuba verbrak. Ydígoras gaf toestemming 5000 anticastristische rebellen te trainen in Guatemala en in 1961 diende Guatemala als vertrekpunt van de mislukte invasie in de Varkensbaai. 
In 1960 brak een opstand uit tegen zijn toenemend despotische bewind onder een groep linkse officieren. De opstand mislukte en enkele deelnemers gingen ondergronds, waarmee de Guatemalteekse Burgeroorlog begon, die uiteindelijk 36 jaar zou gaan duren.
Nadat Ydígoras in 1963 beloofde nieuwe verkiezingen te organiseren waarbij de linkse ex-president Juan José Arevalo werd toegestaan deel te nemen, werd zijn regering omver geworpen door zijn minister van defensie Enrique Peralta, met goedkeuring van de Amerikanen.